# Люк Сонор
Люк Сонор (фр. Luc Sonor, нар. 15 вересня 1962, Бас-Тер) — французький футболіст, що грав на позиції захисника, зокрема за «Мец», «Монако», а також національну збірну Франції.

## Клубна кар'єра
У дорослому футболі дебютував 1979 року виступами за «Мец», в якій провів сім сезонів, взявши участь у 142 матчах чемпіонату. Більшість часу, проведеного у складі «Меца», був основним гравцем захисту команди.
1986 року уклав контракт з клубом «Монако», у складі якого провів наступні дев'ять років своєї кар'єри гравця. Граючи за «монегасків» також здебільшого виходив на поле в основному складі команди.
Згодом з 1997 по 1999 рік грав на Реюньйоні за «Сен-Дені», у Шотландії за «Ейр Юнайтед», а також у складі «Кольмара».
Завершував ігрову кар'єру у нижчоліговому «Корбей-Ессонн», за який виступав протягом 1999—2000 років.

## Виступи за збірну
1987 року дебютував в офіційних матчах у складі національної збірної Франції.
Загалом протягом трирічної кар'єри в національній команді провів у її формі 9 матчів.